# FFVS J22
Die FFVS J 22 war ein einmotoriger schwedischer Jäger von 1942.

## Entwicklung
Zu Beginn des Zweiten Weltkrieges wollten die schwedischen Luftstreitkräfte (Flygvapnet) ihre veralteten Gloster-Gladiator-Doppeldecker durch einen moderneren Jäger ersetzen. Schweden bestellte daraufhin in den USA 120 P-35- und 144 P-66-Vanguard-Jäger. Allerdings trat am 18. Juni 1940 ein Waffenembargo der USA ein, das auch Schweden betraf.
Die schwedische Luftwaffe suchte nach Alternativen, aber die finnische VL Myrsky und die sowjetische Polikarpow I-16 hatten zu schlechte Leistungen. Eine Lieferung der japanischen Mitsubishi A6M Zero war unmöglich. Schließlich wurden aus Italien 70 Fiat CR.42 Falco und 60 Reggiane Re.2000 Falco beschafft und unter den Bezeichnungen J 11 bzw. J 20 in Dienst gestellt, aber angesichts ihrer bereits teilweise überholten Technik war dies nur eine kurzfristige Lösung. Die Firma Saab war zu diesem Zeitpunkt mit dem Bau der Saab 17 und Saab 18 ausgelastet.
So wurde eine neue Firma für den geplanten Jäger gegründet, die Kungliga Flygförvaltningens Flygverkstad i Stockholm (FFVS) unter Leitung von Bo Lundberg. Die J 22 wurde anfangs als Tiefdecker mit einem lizenzierten Motor Pratt & Whitney R-1830 „Twin Wasp“, von dem 100 Stück aus Frankreich geliefert wurden, konzipiert. Dieser wurde im Anschluss von Svenska Flygmotor als STW C-3G nachgebaut. Obwohl anfangs als Ganzmetallflugzeug aus Aluminium vorgesehen, musste das Flugzeug in Gemischtbauweise als Stahlrohrkonstruktion mit Holzbeplankung ausgeführt werden, da sämtliches für die Flugzeugproduktion vorgesehene Leichtmetall an Saab geliefert wurde. Der Entwurf von Lundberg entstand im Oktober/November 1940 unter Mitwirkung von Lars Brising und wurde am 1. Januar 1941 bestätigt.
Der erste, als P 22 bezeichnete Prototyp mit der Seriennummer 22001 wurde bei der Flytekniska Försöksanstalten (FFA) im Oktober 1941 aufgelegt. Am 18. September 1942 begannen die ersten Rollversuche am Boden und am 20. September erfolgte vom Flughafen Bromma aus der vierzigminütige Erstflug mit Olof Enderlein. Aus unbekannter Ursache stürzte das Flugzeug am 19. Juni 1943 ab, wobei der Pilot Per-Johan Salwén ums Leben kam. Ein zweiter Prototyp verunglückte kurz darauf, als beim Landeanflug der Motor ausfiel; der Pilot Bengt Carlsson überlebte verletzt. Trotzdem wurde die Serienproduktion beschlossen. Das erste Serienexemplar flog im September 1943 erstmals und wurde im Oktober des Jahres in Dienst gestellt. Ohne die beiden Prototypen wurden bis Mai 1946 198 Maschinen hergestellt. Die Maschinen hatten gute Flugeigenschaften und Leistungen und sollen nach Angaben der Piloten in Flughöhen unter 5000 m der später von Schweden eingesetzten North American P-51 Mustang ebenbürtig gewesen sein. Jedoch war die Sicht beim Rollen am Boden schlecht und das nicht bewegliche Spornrad konnte Probleme verursachen. Die J22 blieben bis 1952 im Dienst der schwedischen Luftwaffe.

## Varianten
Es wurden drei Varianten hergestellt:
- J 22A – erste Produktionsversion, 2 × 7,9-mm- und 2 × 13,2-mm-Maschinengewehre akan m/39 (143 Maschinen)
- J 22B – mit 4 × 13,2-mm-Maschinengewehren akan m/39 (55 Maschinen)
- S 22 – neun 1946 zu Aufklärern umgebaute J 22A, 1947 wieder zurückgerüstet

## Technische Daten
| Kenngröße             | Daten (FFVS J 22A)                                                    | Daten (FFVS J 22B)                                                       |
| --------------------- | --------------------------------------------------------------------- | ------------------------------------------------------------------------ |
| Besatzung             | 1                                                                     | 1                                                                        |
| Länge                 | 7,80 m                                                                | 7,80 m                                                                   |
| Spannweite            | 10,00 m                                                               | 10,00 m                                                                  |
| Höhe                  | 3,60 m                                                                | 3,60 m                                                                   |
| Flügelfläche          | 16,00 m²                                                              | 16,00 m²                                                                 |
| Flügelstreckung       | 6,3                                                                   | 6,3                                                                      |
| Leermasse             | 2020 kg                                                               | 2013 kg                                                                  |
| Startmasse            | 2760 kg                                                               | 2835 kg                                                                  |
| Antrieb               | 1 × luftgekühlter 14-Zylinder-Sternmotor SFA SC-3G, 1.065 PS (783 kW) | 1 × luftgekühlter 14-Zylinder-Sternmotor SFA STW C-3G, 1.300 PS (956 kW) |
| Höchstgeschwindigkeit | 560 km/h                                                              | 575 km/h                                                                 |
| Marschgeschwindigkeit | 500 km/h                                                              | 510 km/h                                                                 |
| Reichweite            | 1270 km                                                               | 1270 km                                                                  |
| Dienstgipfelhöhe      | 9300 m                                                                | 9300 m                                                                   |
| Bewaffnung            | zwei 7,9-mm-MG, zwei 13,2-mm-MG                                       | vier 13,2-mm-Maschinengewehre m/39A                                      |